# Acraea translucida
Acraea translucida är en fjärilsart som beskrevs av Eltringham 1912. Acraea translucida ingår i släktet Acraea och familjen praktfjärilar. Inga underarter finns listade i Catalogue of Life.